# صمت الموظف
صمت الموظف يشير إلى المواقف التي يحجب فيها الموظفون المعلومات التي قد تكون مفيدة للمنظمة التي هم جزء منها سواء عن قصد أو عن غير قصد. يمكن أن يحدث هذا إذا لم يتحدث الموظفون إلى المشرف أو المدير.
وهذا يعني أن الوضع لن يتغير للأفضل في أي وقت قريب. صمت الموظفين لا يحدث فقط بين الإدارة والموظفين بل يحدث أيضا أثناء الصراع بين الموظفين ونتيجة للقرارات التنظيمية. هذا الصمت يمنع المديرين من تلقي المعلومات التي قد تساعد في تحسين المنظمة.

## الحدوث
يشير صمت الموظف وهو نقيض صوت الموظف إلى المواقف التي يقوم فيها الموظفون بقمع المعلومات التي قد تكون مفيدة للمنظمة التي هم جزء منها. إحدى الطرق التي يمكن أن يحدث بها ذلك هي إذا لم يتحدث الموظفون إلى المشرف أو المدير.
فان داين وآخرون (2003) يعرف الصمت بأنه دافع الموظف لحجب أو التعبير عن الأفكار والمعلومات والآراء حول التحسينات المتعلقة بالعمل. وهذا الصمت يمكن أن يكون مقصودا أو غير مقصود ويمكن للموظفين حجب المعلومات عن عمد أو يمكن أن يكون فشلا غير مقصود في التواصل أو مجرد عدم وجود ما يقوله (تانغيرالا ورامانوجام، 2008). يعد هذا أمرا مثيرا للاهتمام في المؤسسة لأنه يبدو أن الصمت هو خيار تواصلي قد يقرر الموظفون تبنيه.
في الواقع عندما تكون هناك مشكلة في مكان العمل يكون أمام الموظفين خياران: التزام الصمت أو التحدث. ولسوء الحظ يختار العديد من الموظفين التزام الصمت لأنهم لا يريدون مشاركة المعلومات التي يمكن تفسيرها على أنها سلبية أو تهديدية. عادة ما يظل الموظفون صامتين بشأن النزاعات مع زملاء العمل والخلافات حول القرارات التنظيمية ونقاط الضعف المحتملة في إجراءات العمل والسلوكيات غير القانونية أو الخطيرة والمظالم الفردية/الشخصية. إن صمتهم يمنع الإدارة من تلقي المعلومات المهمة التي من شأنها أن تسمح لمؤسساتهم بتحسين المشكلات أو معالجتها قبل أن يكون لها آثار سلبية.
إن السؤال عن سبب اختيار الموظفين للتواصل أم لا في بيئة تنظيمية هو سؤال مثير للاهتمام. كما ميليكين وآخرون (2003) ذكر أن "هناك أدلة من مجموعة متنوعة من المصادر على أن الموظفين في كثير من الأحيان لا يشعرون بالراحة في التحدث إلى رؤسائهم حول المشكلات التنظيمية أو القضايا التي تهمهم". قد يخاف الموظفون من نتيجة التحدث وقد يشعرون أنه لن يتغير شيء وقد يشعرون ببساطة بالخوف من الموضوع الذي يرغبون في التعبير عنه أو قد يشعرون بالخوف من الشخص الذي يتعين عليهم التحدث إليه. وأيضا إذا لم يتحدث زملاؤهم في العمل فقد يميلون إلى إغلاق أفواههم أيضا وهو ما يسمى "الصمت الجماعي". قد لا يرغبون في الانفصال عن الجمهور وتقديم رأي يختلف عن الأغلبية أو قد لا يشعر الموظفون أنهم يمتلكون القوة الكافية للتحدث والتعبير عن آرائهم وهذه الفكرة لها أهمية خاصة عندما يتم تنظيم المنظمة وإنشاءها كتسلسل هرمي أو بيروقراطي.
يمكن أن يحدث صمت الموظف في أي منظمة وفي أغلب الأحيان في المنظمات التي يعاني فيها التواصل. يتسبب صمت الموظف في حدوث أكبر قدر من الضرر عندما لا يجتمع الموظفون والمشرفون بشكل منتظم. وهذا صحيح أيضا في مكان العمل الافتراضي. في مكان العمل الافتراضي يكون التواصل الشخصي الوحيد في مجموعات مناقشة صغيرة. هذا النوع من المنظمات عرضة جدا لصمت الموظفين لأنه لا يوجد تقريبا أي تواصل بين شخص وآخر ومن السهل جدا تجاهل أو إساءة تفسير أشياء مثل البريد الإلكتروني. يمثل صمت الموظفين مشكلة لأكثر من مجرد مؤسسات افتراضية. خلال السنوات القليلة الماضية أصبح صمت الموظفين يحدث في كثير من الأحيان في المنظمات غير الافتراضية. المنظمات التي تنطوي على مخاطر كبيرة مثل المطارات و"المستشفيات" يجب أن تضع في اعتبارها بشكل خاص "صمت الموظف". وذلك لأن الأخطاء الناجمة عن صمت الموظفين في هذه المنظمات يمكن أن تؤدي إلى خسائر في الأرواح أو تكاليف أضرار جسيمة للمنظمة.

## الأسباب
هناك العديد من الأسباب المختلفة لبدء صمت الموظف في المنظمة. وفقا لدليل العدالة التنظيمية "إن ثقافة الظلم في المنظمات سواء كانت توزيعية أو إجرائية أو تفاعلية (ما نسميه العلاقات بين الأشخاص) يمكن أن تؤدي إلى صمت الموظف". وبعبارة أخرى "إذا كانت المنظمة المعيار هو بيئة غير عادلة مثل تلك التي تتميز بالرقابة الإشرافية المكثفة وقمع الصراع وهياكل الإبلاغ الغامضة ومراجعات الأداء السيئة سيختار الموظفون عدم ممارسة صوتهم وبالتالي لن يحصلوا على المزايا المتاحة لأولئك الذين يعبرون عن رأيهم".
أحد الأسباب الواضحة لصمت الموظف هو ردود الفعل السلبية المستمرة من المشرفين. عندما يقدم الموظف لمشرفه اقتراحا ويتم رفضه يتم تطوير صمت الموظف في المؤسسة. مع مرور الوقت يبدأ الموظفون يشعرون أنه في كل مرة يقدمون فيها اقتراحا لن يتم أخذه بعين الاعتبار أو سيتم رفضه. ونتيجة لذلك يسمى الصوت المخالف مما يساهم في صمت الموظف. والصوت المخالف هو صوت المشرف الذي يطلق النار على شخص ما. يمكن للمشرفين والقادة والمديرين على حد سواء تجنب حدوث صوت مخالف بين الموظفين من خلال مراقبة أسلوب إدارتهم. تعتبر الأساليب التعاونية مثل "التكامل والالتزام والتسوية" أكثر فعالية من أساليب "التجنب والسيطرة" والتي يمكن أن تسبب الصمت بين الموظفين.
سبب آخر لحدوث صمت الموظفين هو أن الناس يخشون أنهم إذا تحدثوا فقد يفقدون وظائفهم. في بعض الحالات لا يرغب المرؤوسون في الظهور كما لو أنهم يتعارضون مع المشرفين عليهم حيث قد ينظرون إلى مدخلات الموظفين على أنها انتقاد لممارساتهم ويتم طردهم. وينطبق هذا بشكل خاص على المنظمات التي شهدت للتو تسريح العمال. في هذه الحالات يخشى الموظفون من إمكانية أخذ وظائفهم ويكونون أقل احتمالية للتعبير عن آرائهم مما فعلوا في المقام الأول.
سبب آخر لصمت الموظف هو عندما يفشل المشرفون والموظفين في معالجة المشاكل. إن تجنب المشاكل أو البحث عن "حلول سريعة" يزيد الأمور سوءا ويجعل الموظفين يشعرون بأنه لا يوجد أمل في الحل. إذا فقد الموظفون الأمل في معالجة المشكلات الحقيقية وحلها فعليا فقد يؤدي ذلك إلى مجموعة من المشكلات للمؤسسة وللموظف أحدها هو استمرار صمت الموظف. يبدأ الموظفون بعد ذلك في الشعور بأنه من الأفضل التزام الصمت بشأن المشكلات لأنه لن يتغير شيء على أي حال. إذا أرادت الشركات أن تكون ناجحة فإنها تحتاج إلى مواجهة المشكلة الفعلية وإصلاحها. يحتاج كل من الموظف والمشرف إلى التعامل مع الموقف لأن صمت الموظف عادة ما ينبع من الإدارة العليا نزولا إلى الموظفين ذوي المستوى الأدنى وهو سبب عدم مبالاة الموظف.

### التشكيلات الخطابية
يتم تعريف التكوين الخطابي على أنه الانتظام الذي ينتج مثل هذا الخطاب. الخطاب (أفعال التحدث والكتابة) هو الوسيلة التي يتشكل من خلالها سلوك الفرد بالنسبة له وللآخرين. نحن ما نحن عليه بناء على ممارساتنا التواصلية مع الآخرين. يستخدم فوكو هذا المفهوم في تحليله للاقتصاد السياسي والتاريخ الطبيعي لكنه مفيد جدا عند دراسة الاتصال التنظيمي. ربما يمكن للتكوينات الخطابية أن تكثف تكييف الموظف الصامت بناء على جانب القوة في الخطاب نفسه. عندما يتحدث المرء أو يكتب يمكن تسليم الرسالة في سياق معين ويمكن أن يكون لذلك تأثير على الموظف فيما إذا كان يجب عليه الصمت أم لا. إن الخطاب هو نتاج مصالح القوة المهيمنة في المنظمات ويمكن لهذه المصالح أن تديم نفسها على أساس الأيديولوجية التي يتم تمثيلها من خلالها. يمكن أن يشعر الموظفون بأنهم أقل قوة نتيجة لسماع الآراء والتصورات السائدة؛ يمكن لهذه الممارسات أن تشجع الصمت بشكل طبيعي.
تساهم العديد من العوامل في فكرة صمت الموظف خاصة عندما يتعلق الأمر بكيفية وضع الموظف أو تصنيفه في الهيكل التنظيمي. هناك مجموعات أو أقسام تنظيمية متميزة مثل المذكر أو المؤنث والمرؤوس أو المهيمن والمدير أو الموظف التي يمكن أن تؤثر على الصمت. إن الطريقة التي يتواصل بها الرؤساء مع مرؤوسيهم تحدد مناخ وثقافة المنظمة. يبدأ الموظفون في التعرف على أنفسهم من خلال الثقافة التي يعملون فيها من خلال الطرق التي يشاركون بها في طقوس العمل ومن خلال العلاقات التي يشكلونها مع زملاء العمل والمديرين ومن خلال اللغة/الخطاب الذي يستخدمونه. وبالتالي فإن التواصل هو في طليعة كيفية إدراك الموظفين لأنفسهم فيما يتعلق بالمنظمة وفيما يتعلق بعلاقاتهم مع الآخرين.
البحث الذي أجراه ميليكين وآخرون (2003) يشير إلى أن صمت الموظف يرتبط برأس المال الاجتماعي (الموارد القيمة مثل الثقة وحسن النية المضمنة في البنية الاجتماعية). يعمل الموظفون بجد لبناء رأس المال الاجتماعي والحفاظ عليه ولا ينخرطون عادة في سلوكيات قد تضعف أو تقطع هذه الروابط الاجتماعية الحيوية. إنهم لا يريدون المخاطرة بمظهرهم السيئ وسينعكس هذا على هويتهم ودورهم وارتباطهم العام بالمنظمة. وهذا أمر مهم من حيث صلته بهوية الموظف وسلطته. وبما أن الموظفين ينظرون إلى أنفسهم في علاقات مع الآخرين فإنهم لا يريدون تدمير صورتهم العامة لأن هذه الصورة وحدها تحمي رأس مالهم الاجتماعي.

### أسباب إضافية
في المؤسسات هناك أدلة على أن الموظفين لا يشعرون بالارتياح بشكل خاص عند نقل المعلومات حول المشكلات أو المشكلات المحتملة إلى من هم أعلى منهم. تطرح هذه المعرفة فكرة التسلسل الهرمي وعلاقات المرؤوس/المشرف. سيكون الشخص الذي يشغل منصبا أدنى غير مرتاح في التعبير عن المشكلات لشخص في منصب أعلى. ومع ذلك إذا كان لدى المرؤوسين علاقات شخصية وثيقة وإيجابية مع المشرفين عليهم فمن المرجح أن يختاروا التواصل بأمانة. ويعود الأمر إلى المبدأ الأساسي المتمثل في الثقة والتقدير المتبادل وهو أمر يصعب الحصول عليه في الهيكل البيروقراطي. ويلمان وآخرون (2006) يقدمون دليلا على أن أي منظمة هرمية تميل إلى دعم ما يعتقد قادتها بالفعل أنه صحيح أكثر من تحديهم للتفكير بشكل مختلف. إن المستويات الأدنى من القادة مهتمة بالحفاظ على وظائفهم أكثر من اهتمامهم بقول الحقيقة.
ولكن بمجرد إنشاء العلاقة وفتح خطوط الاتصال فمن الأسهل بلا شك أن يكون لديك أشخاص آخرون إلى جانبك وآخرون على استعداد لمساعدتك على المستويين المهني والشخصي. يعترف فيفر (2010) بالعلاقة الديناميكية بين الثقة والعلاقات والقوة عندما يقول: "في بعض الأحيان لا يتطلب بناء علاقة حتى يساعدك الآخرون أكثر من أن تكون مهذبا وتستمع... أن تكون لطيفا مع الناس أمر فعال لأن الناس يجدون من الصعب القتال مع أولئك الذين يتسمون بالأدب واللطف". ولكن عندما يغيب هذا العنصر الرئيسي للتفاهم المتبادل في الإطار التنظيمي فإن الصمت يلعب دوره ويمكن لعدد لا يحصى من مخططات السلطة والأجندات المتنافسة أن تؤثر على القرار بشأن ما إذا كان ينبغي التعبير عن المخاوف أم لا.
دوناغي وآخرون (2011) يقترح طرقا يمكن للإدارة من خلالها من خلال وضع جدول الأعمال والهياكل المؤسسية وإدامة الصمت بشأن مجموعة من القضايا وبالتالي إخراج الموظفين من عملية التعبير عن الرأي. عندما تعبر مجموعة مهيمنة عن آراء معينة تصبح هذه التصورات هي الأيديولوجيات المهيمنة التي تطفو عبر المنظمة. ولذلك فإن وجهات النظر الثانوية لا يتم إبرازها أبدا في المقدمة لأنه يتم إسكاتها حتما.
أجرى تانغيرالا ورامانوجام (2008) بحثا عن الممرضات في مستشفيات الغرب الأوسط لدراسة صمت الموظفين في مجال الرعاية الصحية. مع تعرض حياة الموظفين للخطر كل يوم فإن فكرة صمت الموظف في مثل هذه الصناعة هي فكرة مدمرة بشكل خاص بسبب آثارها المحتملة. أظهرت أبحاثهم أنه كلما زادت السلطة التي يتمتع بها المشرف قل احتمال ذلك. أن الممرضات سوف يشاركن المعلومات الهامة. ولم يرغبوا في التسبب في توتر غير ضروري وقطع الروابط المهنية مع رؤسائهم. لم يرغبوا في إثارة ضجة. وفي أذهانهم كان التزام الصمت أفضل من معالجة النزاعات وإزالة الارتباك.
ووجد البحث أيضا أن الممرضات كن أقل صمتا عندما تعرفن على مجموعة العمل الخاصة بهن وشعرن بالفخر والارتباط بوظائفهن وشعرن بمستوى عال من العدالة في مكان العمل. تتعلق هذه الاكتشافات المذهلة بنقطة فايفر الرئيسية المتمثلة في التصرف كما لو كان الشخص يمتلكها (الثقة والقوة) والإدراك هو كل شيء والإدراك هو الواقع. ويقول: "نحن نختار كيف سنتصرف ونتحدث وهذه القرارات لها أهمية كبيرة للوصول إلى السلطة والاحتفاظ بها" (2010). من الواضح أنه عندما يشعر الموظفون أنهم ليس لديهم حصة أو استثمار شخصي في المنظمة فإنهم سيختارون البقاء صامتين.
فكيف يمكن للمؤسسات تقليل صمت الموظفين وزيادة التزامهم؟ وفقا لإيوينج (1977) يحتاج المديرون إلى إنشاء مكان آمن للموظفين للتعبير عن مخاوفهم. ينبغي عليهم إنشاء مساحة أو بيئة مريحة ومفتوحة حيث لا يشعر الموظفون بالخوف أو التهديد بسبب الظروف الداخلية أو الخارجية.
يقترح تانغيرالا ورامانوجام (2008) أنه ينبغي تعزيز الفخر التنظيمي في عقول وأرواح العمال. يحتاج الموظفون إلى الشعور بقدر كبير من الرضا من أجل التعرف بشكل إيجابي على مؤسستهم. يمكن للمديرين أيضا زيادة فخر الموظفين بمهنهم من خلال تقديم تعليقات بناءة بعد اكتمال المشاريع والمشاركة في التدريب المستمر لتحسين الأداء باستمرار. يحتاج الموظفون إلى الشعور بأن مساهماتهم مهمة وأن عملهم مهم وذو معنى. عندما يحدث هذا سيشعر الموظفون بأنهم مهمون حقا في المؤسسة وسوف يصبحون لاعبين نشطين ويعبرون عن مخاوفهم بحرية ودون خوف. سوف يتعاطفون بشكل أكثر إيجابية مع مؤسساتهم وبالتالي يحققون فكرة كاملة عن هوية الموظف والتواصل والرضا الوظيفي.

## التأثيرات

### التأثيرات التنظيمية
يعد صمت الموظف ضارا للغاية بالمنظمات وغالبا ما يتسبب في "تصاعد مستوى عدم الرضا" بين الموظفين "والذي يتجلى في التغيب عن العمل ودوران الموظفين وربما سلوكيات أخرى غير مرغوب فيها". التواصل هو مفتاح نجاح المنظمة. إذا حدث صمت الموظف فإن التواصل يعاني ونتيجة لذلك يضر الأداء العام للمنظمة. في مقالته "Get Talking" يقول المؤلف كريس بنتيلا "إن صمت الموظف يقتل الابتكار ويديم المشاريع سيئة التخطيط التي تؤدي إلى منتجات معيبة وانخفاض الروح المعنوية وخسارة صافية". ويشير هذا إلى مدى معاناة المنظمة لمجرد عدم وجود التواصل المناسب.
في مقال بعنوان "إعادة خلق الموظف اللامبالي" تتحدث كارلا جوينسون عن الآثار السلبية لصمت الموظف مثل الخسائر المالية للمنظمة. مع مرور الوقت يؤدي الصمت داخل المنظمات إلى جعل بعض الموظفين غير مبالين للغاية. الموظفون اللامبالون هم أولئك الذين "لا يبالون بوظائفهم وأصحاب العمل وجودة العمل". إنها تتسبب في خسارة المنظمة للمال وعملها بشكل سيء. ولسوء الحظ عندما يتم اكتشاف خسائر مالية كبيرة في المؤسسات يميل المديرون إلى الرد من خلال محاولة استرداد الخسارة متجاهلين حقيقة أن الموظفين أصبحوا غير مبالين نتيجة لصمت الموظف الذي لم تتم معالجته. في أغلب الأحيان لا يتحدث الموظفون الذين لا يقومون بنصيبهم من العمل عن المشكلات التي يرونها مما يؤدي إلى دورة دائمة من صمت الموظف.

### التأثيرات على الموظفين
يميل الموظفون اللامبالون الذين غالبا ما يكونون نتيجة لصمت الموظف المتجاهل إلى الشعور وكأنهم تروس في مصانع الآلات ويطورون موقف "للانسجام والمضي قدما". في بعض الأحيان يصابون بالاكتئاب ومشاكل صحية أخرى. في بعض الأحيان يستخدم هؤلاء الموظفون الحبوب والكحول كـ”علاج” للمشاكل التي يعانون منها في العمل مما يؤدي في الواقع إلى تفاقم مشاكلهم. في كتاب "غزال على الطاولة" لجيم كليمر يعاني بيت الشخصية الرئيسية من هذه الأنواع من المشاكل الصحية. مثال آخر على هذه التأثيرات على الموظفين أوضحه الباحث سوبرامانيام تانجيرالا الذي قال إن "صمت الموظف يؤثر على الرفاهية الشخصية للموظفين ويزيد من التوتر" ويجعلهم "يشعرون بالذنب حيث غالبا ما يعانون من مشاكل نفسية ويجدون صعوبة في رؤية إمكانية التغيير." يفترض معظم الناس أن صمت الموظف لا يؤدي إلا إلى الإضرار بالمنظمة ولكنه من الناحية الواقعية يضر بكل من المنظمة والموظفين.

### غزال على الطاولة
يعد كتاب غزال على الطاولة للمؤلف جيم كليمر أداة مفيدة في دراسة ما يمكن أن يحدث بالفعل عندما يكون صمت الموظف مشكلة في مكان العمل. يستخدم كليمر استعارة لشرح آثار صمت الموظف وضعف التواصل في المنظمات. يقوم بصياغة الاستعارة باستخدام شخصية تدعى بيت الذي يبدأ في رؤية غزال وهمي في مكان عمله يمثل جميع المشكلات التي لم تتم معالجتها والتي أصبحت أكبر بمرور الوقت. ويصور الكتاب ما يمكن أن يحدث للموظفين والمنظمات عندما يتم تجاهل هذه المشكلة. يقترح كليمر أن المنظمات التي تعاني من صمت الموظفين يجب أن تتخذ نهجا تفاعليا. أولا من المهم أن ندرك أن هناك في الواقع مشكلة تتعلق بصمت الموظف. يجب على المديرين والموظفين بعد ذلك العمل معا لتحديد المشكلات التي لا يتم الحديث عنها. ومن خلال القيام بذلك يمكن للمديرين إجراء مقابلات مع الموظفين وتوزيع الدراسات الاستقصائية. الموظفون "غالبا ما يكون لديهم أفكار ومعلومات وآراء حول طرق بناءة لتحسين العمل والمنظمات". على هذا النحو يريد الموظفون أن يعرفوا أن آرائهم مهمة ولا يتم أخذها بعين الاعتبار فحسب بل يتم التصرف بناء عليها أيضا.

## العدالة الإجرائية
العدالة الإجرائية "تشير إلى الطريقة التي يتبعها الناس في تخطيط القرارات وتنفيذها". على وجه التحديد يمكن تطبيق هذا المصطلح على المديرين داخل المنظمات الذين يجب عليهم اتخاذ القرارات التي من شأنها أن تؤثر على مرؤوسيهم. الموظفون داخل هذه المنظمات الذين يشعرون بأن هذه الإجراءات تم تنفيذها بشكل عادل يعكسون وجود مناخ إجرائي عالي العدالة.

### مناخات العدالة/الإنصاف الإجرائية
وفقا للباحث سوبراه تانجيرالا الخبير في موضوع صمت الموظف "يوجد مناخ العدالة الإجرائية فيما يتعلق بصمت الموظف عندما يشعر غالبية الموظفين في مجموعة العمل أن مديريهم يتخذون قرارات تتضمن مدخلات الموظف والتي تكون أخلاقية وأن تكون متسقة مع مرور الوقت وتستند إلى معلومات دقيقة وتقمع أي تحيز وتوفر سياقات مواتية للموظفين للتحدث". واستنادا إلى هذه المعايير توفر مناخات العدالة الإجرائية بيئات العمل الأكثر ملاءمة وصحية للمؤسسات والموظفين من حيث أنها تقلل من احتمالية صمت الموظف. تشير الأبحاث في هذا المجال إلى أن "الصمت قد يكون استجابة عقلانية لبعض أشكال الظلم عندما تكون في موقف منخفض القوة". تتيح مناخات العدالة الإجرائية للعمال "الشعور بالأمان" و"توفير سياقات مواتية للموظفين للتحدث". وعندما يدرك الموظفون أنهم "يعاملون بشكل غير عادل" يبدأون في حجب معلومات مهمة عن المنظمة.

## التجنب
وبما أن آثار صمت الموظف يمكن أن تكون شديدة وتضر بالأداء العام للشركة يجب على المنظمات أن تحاول التقليل منها. وتتمثل إحدى الطرق للقيام بذلك في محاولة إنشاء مناخات إجرائية. هناك طريقة أخرى لمنع صمت الموظف وهي إنشاء موظف ملتزم بالمنظمة. ويتم ذلك من خلال إظهار أن المنظمة عادلة وملتزمة تجاه موظفيها. عندما تلتزم المنظمة تجاه الموظف فإن الموظف في المقابل يلتزم تجاه المنظمة مما يحد من صمت الموظف.

## تهيئة مناخات العدالة الإجرائية
من أجل إنشاء مناخات العدالة الإجرائية يحتاج المديرون إلى التأكد من أن قراراتهم "أخلاقية ومتسقة مع مرور الوقت ومبنية على معلومات دقيقة وتتيح مجالا للموظفين للمساهمة في المدخلات وقابلة للتصحيح وخالية من التحيز". المديرون يمكن إنشاء هذه المناخات من خلال الانتباه عند تنفيذ:
- التغييرات التنظيمية مثل تسريح العمال على نطاق واسع وإدخال التكنولوجيا الجديدة وإعادة الهيكلة والنقل.
- أحداث مستهدفة بشكل فردي مثل تقييم الأداء والمفاوضات الفردية.

### تقليص الحجم ومناخات العدالة الإجرائية
غالبا ما تؤدي التغييرات مثل تقليص الحجم إلى زيادة صمت الموظف في المؤسسات بين الموظفين المتبقين. على سبيل المثال إذا تمت عملية التسريح بشكل سيء ودون قلق يشعر الموظفون أن القرارات يتم اتخاذها بشكل غير عادل. إذا حدث هذا فإن الموظفين يخافون من أمن وظائفهم. ويشير "الدرجة العالية من التباين في ردود أفعال الناجين تجاه تسريح العمال" إلى غياب مناخ العدالة الإجرائية. عندما يتم تنفيذ عمليات التسريح بشكل عادل في المنظمات لا تتنوع ردود الفعل ولا يخشى الموظفون أمن وظائفهم.
الأشياء الأخرى التي تؤثر على صمت الموظف هي مستويات التزام الموظفين بحياتهم المهنية وحالة المدير.
وفقا لسوبراه تانجيرالا فإن "الأشخاص الملتزمين بمهنهم ويقدرون عملهم تقديرا عاليا هم أولئك الذين من غير المرجح أن يظلوا صامتين". ويشير أيضا إلى أن "مكانة المدير لها تأثير على الموظفين الذين يتحدثون بصوت عال". من المرجح أن يحجب الموظفون المعلومات عن المديرين ذوي "مكانة السلطة العليا" لأنهم لا يريدون أن ينظر إليهم على أنهم ينتقدونهم. لا يشعر الموظفون بالارتياح بشكل خاص عند نقل المعلومات حول المشكلات أو المشكلات المحتملة إلى من هم فوقهم. على سبيل المثال أظهرت العديد من الدراسات أن المرؤوسين يشوهون المعلومات التي ينقلونها إلى رؤسائهم ويتواصلون بطريقة تقلل من المعلومات السلبية أو يحجبون المعلومات بالكامل. ووفقا لمقالة عن صمت الموظفين فإن "هيكلة المجموعات في تسلسلات هرمية تؤدي تلقائيا إلى فرض قيود على حرية التواصل وخاصة الانتقادات التي يوجهها الأعضاء ذوو المكانة المنخفضة تجاه أولئك الذين يشغلون مناصب أعلى". بمعنى آخر يمكن للمكانة العالية أن تخيف الموظفين وتدفعهم إلى الصمت من أجل حماية وظائفهم وعلاقاتهم.
عند محاولة تجنب صمت الموظفين يحتاج المديرون والقادة أيضا إلى معرفة "كيفية تسهيل الآراء المختلفة بطريقة تسمح للمناقشة الصحية بالتطور نحو الإجماع أو أفضل الحلول". في عمود أعمال حديث بعنوان "الصمت لا يساوي الاتفاق" تم تقديم بعض النصائح للقادة الذين يتطلعون إلى تقليل صمت الموظفين. يقترح المقال:
1. عند تقديم معلومات أو طرح أسئلة لمجموعة قم بالتواصل البصري مع كل شخص على الطاولة أو مع أكبر عدد ممكن من الأشخاص في الغرفة. تعطي هذه الإيماءة رسالة اهتمام وترابط.
2. راقب العلامات الدقيقة التي تدل على موافقة الأشخاص أو عدم موافقتهم على ما يقال. تشمل الإيماءات الإيجابية: الحفاظ على التواصل البصري والابتسامة الخفيفة والإيماء. تشمل إيماءات الشقاق: رفع الحاجبين وتقليب العينين والسخرية الخفيفة والنظر إلى الأسفل والتحرك في المقعد وتجنب الاتصال بالعين.
3. عندما يقدم شخص ما تعليقا أو اقتراحا فلا تتعجل في استبعاد رأيه أو الدفاع عن رأيك. إن إيقاف شخص يتحدث سوف يبعث برسالة مفادها أنك غير صادق وسوف يتراجع الناس مرة أخرى إلى عدم المشاركة. بدلا من ذلك قل شيئا مثل: "شكرا لفكرتك هولي دعني أفكر في ذلك".
4. تعلم أن تكون مرتاحا مع الصمت. يتطلب الأمر التعود على ذلك لكن السماح للصمت بالتواجد في الغرفة يعد حضورا قويا يمنح الأشخاص فرصة لاستيعاب ما قيل والتفكير فيما إذا كان لديهم رد أو مساهمة وكيف قد يرغبون في تقديمها.
5. إذا حاولت تشجيع المزيد من الانفتاح وكان الآخرون في البداية غير مستجيبين أو مترددين في المشاركة ففكر في سؤال شخص تثق به بعد الاجتماع عما إذا كان هناك شيء قد فاتك أو كان بإمكانك القيام به بشكل مختلف لتحقيق النتيجة المرجوة.

## العدالة التفاعلية
في بث صوتي بعنوان "تحت الإدارة الجديدة" يتحدث جويل بروكنر أستاذ إدارة الأعمال في جامعة كولومبيا عن أهمية "العنصر الشخصي للعدالة الإجرائية الذي يسمى" العدالة التفاعلية". تشير العدالة التفاعلية إلى "كيفية شعور الموظف أن المنفذ قام بالأشياء". بعض الأسئلة التي قد يطرحونها والتي "لها تأثير كبير على ما إذا كان الناس يعتقدون أن الإجراء كان عادلا أم لا" هي:
1. هل أعربوا عن قلقهم؟
2. هل ظهرت عليهم علامات معاملة الشخص بكرامة؟ ...احترام؟ ...عطف؟
3. هل قدموا تفسيرا؟

إذا تمكن الموظفون من الإجابة بـ "نعم" على هذه الأسئلة فهذا يعني أن المنفذ قد قام بالأشياء بشكل عادل ومن المحتمل أن يكون صمت الموظف قد تم تقليله أو تجنبه.

## مجالات لمزيد من البحث
لا يزال صمت الموظف موضوعا جديدا للاستكشاف إلى حد ما. لقد قطعت المنظمات شوطا طويلا في كيفية تعاملها مع موظفيها. في الماضي كان يتم التعامل مع الموظفين كآلات وليس مثل البشر. وعلى هذا النحو ليس من غير المألوف أن "يظهر صمت الموظف كموضوع للبحث في الآونة الأخيرة فقط". تختلف النظريات الحالية حول هذا الموضوع فيما يتعلق بدور "السوابق على المستوى الفردي (الرضا الوظيفي) أو السوابق على مستوى المجموعة (مناخ المجموعة ووجود قنوات اتصال رسمية)" في صمت الموظف. من المرجح أن يساعدنا المزيد من البحث في هذا المجال على فهم صمت الموظفين بشكل أفضل وكيف يؤثر على المؤسسات وكيفية الحد منه.
يجب تخصيص الأبحاث المستقبلية لدراسة الوضع المهني للفرد في الشركة وما إذا كان لذلك أي تأثير على قرار التزام الصمت. سيكون من المثير للاهتمام اكتشاف ما إذا كانت المسميات الوظيفية تلعب دورا في صمت الموظف أم أنها مجرد مسألة تحليل كل موقف أو حدث على حدة.
مجال آخر من مجالات البحث المستقبلية المحتملة يجب أن يتعمق في فكرة الصمت باعتباره غياب الكلام (وهو في الأساس عدم سلوك). يصعب دراسة غياب مثل هذا السلوك أكثر من دراسة السلوك العلني والواضح (جوهانسون، 1974). هذا القانون له آثار عديدة على أداء الموظف والتنظيم.
يجب معالجة السلوك غير اللفظي أيضا في الدراسات المستقبلية لصمت الموظف. قد يكون من المفيد البحث في تأثير لغة الجسد وأهمية الإيماءات في تفسير دوافع الموظفين. ولعل هذه الإشارات ترمز إلى أكثر من ذلك بكثير ولها معنى لدراسة الصمت في المنظمات.